# Dante Broglio
Dante Broglio (Sorgà, 6 aprile 1873 – Colognola ai Colli, 12 aprile 1954) è stato un incisore e pittore italiano.

## Biografia
Nacque a Sorgà (Vr) il 6 aprile 1873. Dopo gli studi magistrali frequentò negli anni 1897-1902 l'Accademia di Belle arti Cignaroli di Verona, seguendo i corsi del direttore e pittore lombardo Mosè Bianchi, dello scultore Egidio Girelli e del pittore Alfredo Savini. 
Conseguita l’abilitazione all’insegnamento del disegno nel 1903 iniziò a svolgere l’attività di insegnante di disegno in varie sedi dell’Italia settentrionale (Bellano, Bassano del Grappa, Udine, Venezia, Verona, Lodi, Milano, Bologna).
Studiò le raccolte del Museo di Bassano, le stampe della Civica Biblioteca di Udine e della Querini Stampalia di Venezia.
La sua attività di acquafortista iniziò solo nella piena maturità, nel 1914, a quarant’anni compiuti, anche se "molti disegni del primo decennio del secolo hanno già un segno e un taglio che preannunciano le prime incisioni del decennio successivo" (Magagnato, L., 1977 [1]). 
Si perfezionò nella tecnica dell'acquaforte frequentando nell’anno accademico 1916-17 il Corso libero di incisione tenuto da Emanuele Brugnoli all'Accademia di Belle Arti di Venezia. 
Fino al 1954, anno della sua morte, Broglio proseguì assiduamente la sua attività di incisore, disegnatore, acquarellista e fu presente a tutte le più importanti manifestazioni artistiche del Bianco e nero del suo tempo in Italia e all’estero.
Morì a Colognola ai Colli (Vr) il 12 aprile 1954. Dopo la sua morte, a partire dal 1956 e in fasi successive fino al 2017, gli eredi fecero dono al Comune di Verona dell’intero corpus di lastre incise, nonché di 168 stampe e 118 disegni, ora conservate presso il Gabinetto delle Stampe del Museo di Castelvecchio e presso la Galleria d’Arte Moderna “Achille Forti” di Verona.

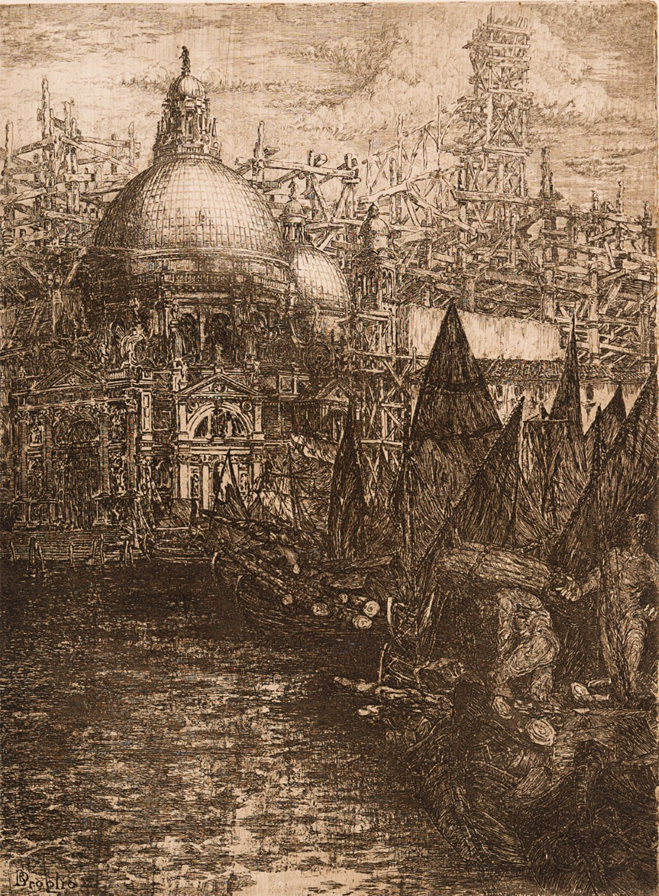

## Caratteristiche della produzione artistica
Tra il 1914 e il 1954 incise all’acquaforte 246 matrici ispirandosi a soggetti architettonici e paesaggistici con le serie dedicate a Udine, Lodi, Verona, la laguna veneta, Venezia (anni ’20); le dighe, gli insetti, Roma antica, Milano (anni ’30). 
Alla base della “sua educazione artistica c’è senza dubbio l’insegnamento di Savini, come testimoniano i suoi paesaggi campestri, l’impianto rigorosamente verista, il segno energico e acuminato”
Nella prima fase il suo stile è “influenzato dallo studio dell’opera di Piranesi, da cui trae il gusto per un chiaroscuro accentuato, quasi drammatico, e l’interesse per i motivi architettonici. Più tardi egli purifica il suo linguaggio attraverso l’alleggerimento del chiaroscuro che dà alle stampe posteriori al 1920 risultati di trasparenza più vicini alla tradizione classica dell’acquaforte. Nelle opere successive al 1940 la luce continua ad essere intensa, solare, le ombre non sono più opache e nere come un tempo e i contrasti si addolciscono; mentre il suo colloquio con la realtà si fa più intimo e sommesso, il campo delle vedute spesso si restringe ai dettagli di un universo domestico in cui non c’e’ più nulla di monumentale … Per ottenere gli effetti spaziali e atmosferici che sono il pregio migliore delle sue stampe, egli si serve di un procedimento tecnico assai complesso che prevede successivi e numerosi bagni della lastra nell’acido e gli consente di ottenere morbidi passaggi chiaroscurali attraverso una gamma molto ampia di toni grigi. Si sofferma lungamente sui particolari, manifestando così l’amore profondo che lo lega ai soggetti, ma questa attenzione non lo distoglie mai dalla visione d’insieme, sempre governata da un impianto preciso e rigoroso”.

## Mostre più importanti
- 1911	Roma - Esposizione Internazionale di Belle Arti
- 1913	Udine - I Esposizione degli Artisti Friulani
- 1916	Milano - Esposizione d’Arte degli Alleati
- 1920	Venezia - XII Esposizione internazionale d’Arte della Città di Venezia
- 1921 Napoli - Mostra nazionale d'arte dei grigio-verdi
- 1922	Venezia - XIII Esposizione Internazionale d’Arte della Città di Venezia
- 1923 Roma - II Biennale Romana
- 1923 Roma - Esposizione degli Amatori e Cultori di Belle Arti
- 1924	Venezia - XIV Esposizione Internazionale d’Arte della Città di Venezia
- 1925 Roma - III Biennale Romana
- 1926 Venezia - XV Esposizione Internazionale d’Arte della Città di Venezia
- 1927	Firenze - II Esposizione Internazionale dell’Incisione moderna
- 1930	Venezia - XVII Esposizione Biennale Internazionale d’Arte
- 1930	Paris - Exposition de la Gravure et de la Médaille Italienne Contemporaine
- 1931	Roma - I Quadriennale d’Arte Nazionale
- 1932	Firenze - I Mostra dell’Incisione Italiana Moderna, Firenze
- 1935	Roma - II Quadriennale d’Arte Nazionale
- 1935	Venezia - Mostra dei Quarant’anni della Biennale
- 1939	Roma - III Esposizione Quadriennale Nazionale
- 1942	Venezia - XXIII Esposizione Biennale Internazionale d’Arte
- 1951/52 Roma - VI Quadriennale Nazionale d'Arte
- 1954 Trento - Collettiva Associazione Incisori Veneti
- 1954 Venezia - II Mostra Collettiva dell'Associazione Incisori Veneti
- 1955 Milano - Prima Mostra internazionale d'incisione contemporanea
- 1976 Verona - Grafica veronese del '900
- 1977 Verona - Personale postuma: Le incisioni di Dante Broglio
- 1983	Gradisca d’Isonzo e Verona - Incisori del Novecento nelle Venezie tra avanguardia e tradizione
- 1984 Colognola ai Colli - Personale postuma: La grafica di Dante Broglio
- 2003	Roma - Paesaggio urbano : stampe italiane della prima metà del ‘900 da Boccioni a Vespignani, Roma, Istituto Nazionale per la Grafica
- 2011 Verona - Personale postuma: Dante Broglio (1873-1954)

## Premi nazionali
Nel 1934 risultò terzo vincitore al concorso nazionale bandito dal Ministero dell’Educazione nazionale per tre rami incisi sul tema di Roma imperiale con l’acquaforte I mercati traianei, la cui matrice entrò a far parte del patrimonio della Calcografia nazionale, ora Istituto nazionale per la grafica.

## Musei che ospitano i lavori dell'artista
Sue acqueforti figurano in prestigiose raccolte di stampe nazionali ed estere: 
- Quadreria del Quirinale[3]
- Galleria Nazionale d'Arte Moderna e Contemporanea di Roma[4]
- Biblioteca nazionale di Francia. Département des Estampes et de la Photographie de la Biblioteca nazionale di Francia.[5]
- Civica raccolta delle stampe Achille Bertarelli al Castello Sforzesco di Milano[6][7]
- Galleria d'arte moderna Achille Forti di Verona[8]
- Provincia di Torino[9]
- Pinacoteca Ambrosiana[10]
- Museo di Castelvecchio, Gabinetto disegni e stampe, Verona
- Istituto centrale per la grafica, Roma[11]